# 인민을 위해 복무하라 (영화)
《인민을 위해 복무하라》는 2022년 개봉한 대한민국의 영화이며, 중화인민공화국의 소설가 옌롄커가 지은 동명의 소설 《인민을 위해 복무하라》(2005)를 원작으로 한다.

## 줄거리
소개
모범사병으로 사단장 사택의 취사병이 된 ‘무광’ 그의 목표는 오직 아내와 아이를 위해 출세의 길에 오르는 것이다 그러나, 사단장이 출장을 간 사이 시작된 그의 젊은 아내 ‘수련’의 위험한 유혹에 ‘무광’은 자신의 목표와 신념 그리고 빠져보고 싶은 금기된 사랑 사이에서 갈등을 겪는데… 빠져보고 싶은 유혹 스크린에 뜨겁게 피어나다!

## 캐스팅
- 연우진: 신무광 역
- 지안: 류수련 역
- 조성하: 사단장 역
- 정규수: 지도원 역
- 김지철: 중대장 역
- 김병만: 고참병 역
- 장해민: 신무광의 아내 역
- 장광: 회계 간부 역
- 한일규: 대대장 역
- 오용: 우체부 역
- 유순철: 생산대장 역
- 황화순: 신무광의 어머니 역
- 리민: 상인 역
- 박정언: 지도원 아내 역
- 한일규: 대대장 역
- 김용호: 사단장 운전간부 역
- 박성도: 부하 신병 역
- 김요한: 사택 보초병 1 역
- 권성일: 사택 보초병 1 역
- 박우준: 현장 경비병 역
- 최승원: 정문 경비병 역
- 김상겸: 위병소 보초병 역
- 조현섭: 화장실 병사 1 역
- 우기훈: 화장실 병사 2 역
- 육세진: 트럭사병 역
- 박진성: 통신병 역
- 김준호: 관리병 1 역
- 김효석: 관리병 2 역
- 칸: 관리병 4 역
- 공준호: 내무반 병사들 역
- 김석: 내무반 병사들 역
- 김세인: 내무반 병사들 역
- 박성호: 내무반 병사들 역
- 박이건: 내무반 병사들 역
- 양우리: 내무반 병사들 역
- 오희성: 내무반 병사들 역
- 이재호: 내무반 병사들 역
- 정태혁: 내무반 병사들 역
- 최승두: 내무반 병사들 역
- 윤현수: 수련 아들 역
- 이로운: 무광 아들 역
- 백승현: 지도원 아들 역
- 김건효: 어린 학생 1 역
- 임수현: 어린 학생 2 역
- 조성하: 어린 학생 3 역
- 강성민: 고향 사람들 역
- 김태성: 고향 사람들 역
- 황현정: 고향 사람들 역
- 정민교: 고향 사람들 역
- 천승은: 고향 사람들 역
- 이은옥: 고향 사람들 역
- 서민호: 고향 사람들 역
- 전재현: 사진사 역
- 변상윤: 공장원 1 역
- 진유성: 공장원 3 역
- 한성택: 주석 역
- 주성환: 국방부 위원장 역